# 中華民國工業建設會
中華民國工業建設會是1912年1月由鍾衡臧在上海發起的一個旨在促進中華民國工業發展的一個團體。該團體計劃創辦《民帝報》和《工業雜誌》以及勸業銀行和貧民習藝所，不過該團體在開辦技師養成所和幾十次工業宣講會後便停止活動。